# Siberische lemming
De Siberische lemming (Lemmus sibiricus)  is een zoogdier uit de familie van de Cricetidae. De wetenschappelijke naam van de soort werd voor het eerst geldig gepubliceerd door Kerr in 1792.

## Kenmerken
Het lichaam van dit dier is bedekt met een dikke vacht. Het heeft een stompe snuit, kleine behaarde oren en een korte staart. De Noord-Amerikaanse vorm mist de zwarte aalstreep op de rug. De lichaamslengte bedraagt 12 tot 15 cm, de staartlengte 1 tot 1,5 cm en het gewicht 45 tot 150 gram.

## Leefwijze
Dit in grote kolonies levende dier trekt jaarlijks kleinschalig heen en weer tussen hooggelegen, ruige graslanden of veenheiden en het ’s winters meer beschutte laagland. De bruine lemming voedt zich mos, zeggen, kruiden en zachte twijgen, ook vogeleieren staan op zijn menu.
Hun migraties zijn lang niet zo spectaculair als die van de berglemming (Lemmus lemmus), die soms instinctief probeert rivieren over te steken of rotswanden af te dalen.

## Voortplanting
Dit dier plant zich zeer snel voort. Het vrouwtje maakt een nest van gras en plukjes vacht en werpt tot 12 jongen, na een draagtijd van 18 dagen.

## Verspreiding
Deze soort komt algemeen voor in bergachtige streken in Noordoost-Europa, Noord-Azië, Alaska en Noordwest-Canada.